# Alen Grgić
Alen Grgić (Nova Gradiška, 10 agosto 1994) è un calciatore croato, centrocampista o difensore del Noah.

## Statistiche

### Presenze e reti nei club
Statistiche aggiornate al 25 dicembre 2017.
| Stagione        | Squadra         | Campionato      | Campionato | Campionato | Coppe nazionali | Coppe nazionali | Coppe nazionali | Coppe continentali | Coppe continentali | Coppe continentali | Altre coppe | Altre coppe | Altre coppe | Totale | Totale |
| Stagione        | Squadra         | Comp            | Pres       | Reti       | Comp            | Pres            | Reti            | Comp               | Pres               | Reti               | Comp        | Pres        | Reti        | Pres   | Reti   |
| --------------- | --------------- | --------------- | ---------- | ---------- | --------------- | --------------- | --------------- | ------------------ | ------------------ | ------------------ | ----------- | ----------- | ----------- | ------ | ------ |
| 2013-2014       | Osijek          | 1. HNL          | 5          | 0          | CC              | 2               | 1               | -                  | -                  | -                  | -           | -           | -           | 7      | 1      |
| 2014-2015       | Sesvete         | 2. HNL          | 25         | 4          | CC              | 0               | 0               | -                  | -                  | -                  | -           | -           | -           | 25     | 4      |
| 2015-2016       | Osijek          | 1. HNL          | 26         | 5          | CC              | 2               | 0               | -                  | -                  | -                  | -           | -           | -           | 28     | 5      |
| 2016-2017       | Osijek          | 1. HNL          | 23         | 1          | CC              | 4               | 1               | -                  | -                  | -                  | -           | -           | -           | 27     | 2      |
| 2017-2018       | Osijek          | 1. HNL          | 16         | 4          | CC              | 2               | 0               | UEL                | 3                  | 0                  | -           | -           | -           | 21     | 4      |
| Totale Osijek   | Totale Osijek   | Totale Osijek   | 70         | 10         |                 | 10              | 2               |                    | 3                  | 0                  |             | -           | -           | 83     | 12     |
| Totale carriera | Totale carriera | Totale carriera | 95         | 14         |                 | 10              | 2               |                    | 3                  | 0                  |             | -           | -           | 108    | 16     |